# Gregg Alexander
Gregg Alexander (* 4. Mai 1970 als Gregory Aiuto in Grosse Pointe, Michigan; Künstlername auch Alex Ander) ist ein US-amerikanischer Musiker, Songwriter und Produzent, der als Kopf der New Radicals bekannt wurde.

## Karriere
Aiuto wuchs in einer streng gläubigen Zeugen-Jehovas-Familie auf und bekam verschiedenartigen Musikunterricht.
Als Teenager ging er nach Los Angeles, unterschrieb einen Plattenvertrag und veröffentlichte mit 19 Jahren sein Debütalbum Michigan Rain. Nachdem dieses und auch das Nachfolgealbum Intoxifornication erfolglos blieb, beschränkte er sich auf das Schreiben für andere Interpreten und unternahm Auslandsreisen, bevor er 1997 die New Radicals gründete. Obwohl das Debütalbum sehr erfolgreich war, löste er die Band kurz danach wieder auf, da er mit dem Tourleben nicht zurechtkam und unter Erschöpfung litt und begann sich auf die Arbeit als Musikproduzent und -schreiber zu konzentrieren. Unter anderem arbeitete er dabei mit Sophie Ellis-Bextor, Ronan Keating, Geri Halliwell und Enrique Iglesias zusammen. Mehrfach produzierte er auch erfolgreich gemeinsam mit Rick Nowels, der auch der Co-Autor des größten Hits der New Radicals You Get What You Give ist.
2003 erhielt er (gemeinsam mit Nowels) einen Grammy Award als Urheber von The Game of Love für Carlos Santana.

## Diskografie
Albumveröffentlichungen
- Michigan Rain (A&M 1989)
- Intoxifornication (Epic 1992)
- Maybe You've Been Brainwashed Too (New Radicals, 1998)

Produktionen / Songwriting
- Life Is a Rollercoaster / Ronan Keating (mit Rick Nowels)
- The Game of Love / Santana featuring Michelle Branch (mit Rick Nowels)
- On the Horizon / Melanie C (mit Rick Nowels)
- Murder on the Dancefloor / Sophie Ellis-Bextor (Co-Autor und -Produzent)
- Music Gets the Best of Me / Sophie Ellis-Bextor (Co-Autor und -Produzent)
- Shake Your Bootie Cutie / Geri Halliwell (Produzent und Co-Autor)
- Inner Smile / Texas (Co-Autor und -Produzent)
- I Can't Deny It / Rod Stewart (Produzent und Co-Autor)